# William Kilburn
William Kilburn (1745-1818) fue un ilustrador inglés del naturalista William Curtis (1746-1799) para su Flora Londinensis, así como un líder en el diseño y la impresión de percal. Unos cientos de originales de sus diseños de acuarelas, conformaron el Kilburn Album, y se hallan en el Museo de Victoria y Alberto, en Londres.
William Kilburn era el hijo de un arquitecto de Dublín y fue aprendiz en una impresora de percal, pero pasó su tiempo libre de grabado y dibujo. Se mudó a Bermondsey después de la muerte de su padre, a una vivienda cerca de los criaderos e invernaderos de Curtis. En poco tiempo, sus habilidades se utilizaban en la Flora Londinensis. Pronto regresó a la impresión del calicó, convirtiéndose en un éxito financiero.
Kilburn fue el autor principal, en marzo de 1787, solicitando al Parlamento para la protección de los diseños de autor en la industria textil. Para ese tiempo Kilburn era un impresor de calico en Wallington, Surrey. Ralph Yates, que era un bodeguero de Londres, regularmente vendía diseños de Kilburn a la empresa Peel & Co. en Bury, Lancashire, quien le copiaba el diseño, produciendo un tejido más barato, y que aparecía en las tiendas a los pocos días. Consecuentemente la Cámara de los Comunes propuso un proyecto de ley de control del plagio, poniendo furiosos a los copiadores fraudulentos de Carlisle, Aberdeen, Mánchester, Lancashire, que sentían que su comercio se derrumbaría. Dicho proyecto de ley fue aprobado en mayo de 1787 "Ley para el Fomento de las Artes de diseño e impresión de ropa de cama, ropa blanca, callicoes y muselinas; con adquisición de derechos de las propiedades del mismo en los diseñadores, impresores, propietarios por un tiempo limitado." Ese "tiempo limitado" era un periodo de dos meses desde la fecha de la primera publicación.

## Algunas publicaciones
- william Kilburn, arlene Raven. 2008. 18th-Century English Floral Patterns/Englische Blumenmotive Des 18. Jahrhunderts/Motifs Floraux Anglais de XVIII Siecle: Giftwraps by Artists/Geschenkpapier Von Kunstlerhand/Papiers Cadeau D'Artistes. Ed. Langenscheidt Pub. 20 pp. ISBN 0841601836

- 1780. Flora display'd, or A young ladies guide through the delightful art of flower painting: containing designs of 40 chosen flowers from nature in spring for needlework and for those that choose to paint in water colours they are assisted with the outline. Ed. Jno. Smith, Cheapside

- william Curtis, william Kilburn, james Sowerby, sydenham Edwards, f. Sansom, william Darton. 1777. Flora Londiniensis: or, Plates and descriptions of such plants as grow wild in the environs of London : with their places of growth and times of flowering; their several names according to Linnæus and other authors : with a particular description of each plant in Latin and ... Volumen 1, parte 1. Ed. B. White & Son. 431 pp.